# Labé
Labé é uma cidade guineana situada na região de Labé. Em 2014, tinha 141 730 habitantes. Compreende uma área de 76 quilômetros quadrados.